# Edgar Springs (Misuri)
Edgar Springs es una ciudad ubicada en el condado de Phelps en el estado estadounidense de Misuri. En el Censo de 2010 tenía una población de 208 habitantes y una densidad poblacional de 122,61 personas por km².

## Geografía
Edgar Springs se encuentra ubicada en las coordenadas 37°42′18″N 91°52′4″O / 37.70500, -91.86778. Según la Oficina del Censo de los Estados Unidos, Edgar Springs tiene una superficie total de 1.7 km², de la cual 1.69 km² corresponden a tierra firme y (0.15%) 0 km² es agua.

## Demografía
Según el censo de 2010, había 208 personas residiendo en Edgar Springs. La densidad de población era de 122,61 hab./km². De los 208 habitantes, Edgar Springs estaba compuesto por el 95.67% blancos, el 0% eran afroamericanos, el 0% eran amerindios, el 0% eran asiáticos, el 0% eran isleños del Pacífico, el 0% eran de otras razas y el 4.33% pertenecían a dos o más razas. Del total de la población el 0.96% eran hispanos o latinos de cualquier raza.